# Бенджамін Антін
Бенджамін Антін (англ. Benjamin Antin; 4 серпня 1884, Берлінець, Подільська губернія, Російська імперія — 22 жовтня 1956, Нью-Йорк, США) — американський юрист та політик єврейського походження.

## Життєпис
Бенжамін Антін народився 4 серпня 1884 року у селі Берлінець Подільської губернії. У 16 років емігрував до США. У Нью-Йорку він відвідував вечерню школу, 1910 року він закінчив Сіті Коледж та отримав ступінь бакалавра права у Нью-Йоркській Юридичній школі у 1913.
1920 року його обрали членом Асамблеї штату Нью-Йорк на наступний рік, а 1921 Громадський союз схвалив Антіна для переобрання, заявивши, що він «розумно активний за проектами житлової реформи». Після двох років успішної праці в Асамблеї, Антіна обрали до Сенату штату Нью-Йорк від двадцять другого району. Усього в Сенаті Антін працював вісім скликань поспіль, з 1923 до 1930 року. Антін обіймав посаду очільника Комітету державної освіти у 1923-24 роках. Бенжамін Антін боровся за заборону дитячої праці та за впровадження безкоштовної освіти. Також він виступав проти долучення церкви до системи державної освіти.
1927 року опублікував автобіографію «Джентльмен з двадцять другого». Книга була номінована на Пулітцерівську премію.
Бенжамін Антін помер 22 жовтня 1956 року у себе вдома у Бронксі, після тривалої хвороби.

## Родина
18 серпня 1918 року одружився з вчителькою Дорою Польською (1897—1970). Подружжя мало двох синів Чарльза та Роберта.